# Henry Lindlahr
Henry Lindlahr (1862 – 1924) è stato un medico statunitense, pioniere della naturopatia americana.
Il suo metodo parte dalle sue ipotesi personali, come il principio che i disturbi acuti diventano cronici per soppressione, la cura è il "ritorno alla natura" di cui la dieta naturale è la base: frutta per la vitamina C, riso integrale per tiamina, verdura a foglia per il ferro; quindi promuove la cucina vegetariana, ma razionale per cui lascia anche spazio alla trasgressione periodica.
Dà importanza al luogo di lavoro, alle abitazioni, agli abiti, all'abuso del tabacco, al riposo e al rilassamento; aspetti fondamentali per iniziare poi la vera cura: acqua, luce, aria ("l'uomo è animale d'aria" afferma), corrente (onde Morse e onde ad alta frequenza), rimedi meccanici: osteopatia, chiropratica, massaggio; sport, autocontrollo, afferma che "la vita è una scuola di sforzo personale".
Usa l'iridologia attingendo ai lavori dello svedese Nils Liljequist (1851-1936) e l'elettro-omeopatia (messa a punto dal bolognese Cesare Mattei, che combina i dati iridologici con l'omeopatia); dà grande importanza della prevenzione. È precursore della medicina vibrazionale e della teoria atomica (biorisonanza elettronica).